# Zaboršt pri Šentvidu
Zaboršt pri Šentvidu je naselje v Občini Ivančna Gorica. Prva omemba Zaboršta sega v leto 1612.